# Списак епизода серије Морнарички истражитељи: Почеци
Морнарички истражитељи: Почеци је америчка акциона полицијско-процедурална телевизијска серија. Серија је премијерно почела 14. октобра 2024. године у Сједињеним Америчким Државама. 
Од 28. априла 2025. године серија Морнарички истражитељи: Почеци броји 1 сезону и 18 епизода.

## Преглед
| Сезона | Сезона | Епизоде | Датум емитовања   | Датум емитовања |
| Сезона | Сезона | Епизоде | Почетак           | Крај            |
| ------ | ------ | ------- | ----------------- | --------------- |
|        | 1      | 18      | 14. октобар 2024. | 28. април 2025. |
|        | 2      |         | септембар 2025.   | мај 2026.       |

## Епизоде

### 1. сезона (2024−25)
Морнарички истражитељи: Почеци (1. сезона)

### 2. сезона (2025−26)
Морнарички истражитељи: Почеци (2. сезона)